# Port lotniczy Marsa Alam
Port lotniczy Marsa Alam (IATA : RMF, ICAO : HEMA) – międzynarodowy port lotniczy położony ok. 60 km na północ od miejscowości Marsa Alam w Egipcie, w pobliżu Riwiery Morza Czerwonego.

## Historia
Lotnisko Marsa zostało zbudowane w systemie BOT (build-operate-transfer) zakłada on udzielenie koncesji przez rząd prywatnej firmie, która w zamian za zyski z eksploatacji finansuje budowę. Port lotniczy Marsa Alarm został oddany do użytku 2 października 2001 roku. Koszt budowy pierwszego etapu (do 2001) wyniósł 160 mln funtów (47 mln dolarów). W 2006 lotnisko obsłużyło 500 tys. pasażerów, a w 2009 roku już 938 858 pasażerów (+ 14,5% wzrost porównaniu z 2008 rokiem).
Do roku 2011 lotnisko nosiło oficjalną nazwę Marsa Mubarak Airport.

## Infrastruktura
Długość pasa startowego wynosi 3240 m, a szerokość 45 m może obsługiwać samoloty Boeing 737, 757, 767 i podobne. Terminal ma powierzchnię 2500m² i przepustowość 600 pasażerów na godzinę.
W pobliżu lotniska Kharafi zbudował największy w Egipcie prywatny kurort (17 milionów metrów kwadratowych) Port-Ghalib w Marsa Alam.
W lipcu 2007 r.oku ukończono budowę drogi o długości 220 km pomiędzy Edfu i Marsa Alam za14 milionów dolarów. Wcześniej turyści musieli jeździć długą drogą okrężną przez Safagę i Qena, by dotrzeć do Luksoru.

## Zarząd
Lotnisko jest własnością prywatną i jest zarządzane przez EMAK Marsa Alam dla Management & Operation Airports, filię grupy MA Al-Kharafi z Kuwejtu, która wynegocjowała 40-letnią umowę koncesyjną BOT z egipskim urzędem lotnictwa cywilnego.W zamian firma zobowiązała się rozbudować lotnisko i utrzymywać je oraz zapewnić pełną obsługę lotniska i obiektów.

## Linie lotnicze i połączenia
| Linia Lotnicza      | Kierunek |
| ------------------- | --- |
| Air Cairo           | 1. Berlin 2. Kair 3. Kolonia/Bonn 4. Düsseldorf 5. Frankfurt 6. Hanower 7. Lipsk 8. Monachium 9. Stuttgart 10. Wiedeń 11. Zurych Sezonowo: 1. Bratysława 2. Praga |
| Air Serbia          | Sezonowe czartery: 1. Belgrad (od 20 kwietnia 2024) |
| Chair Airlines      | Sezonowo: 1. Zurych |
| Corendon Airlines   | Sezonowo: 1. Kolonia/Bonn 2. Düsseldorf 3. Hanower 4. Norymberga                                                                                                  |
| Discover Airlines   | Sezonowo: 1. Frankfurt |
| EasyJet             | 1. Mediolan-Malpensa Sezonowo: 1. Berlin 2. Neapol |
| Edelweiss Air       | 1. Zurych |
| EgyptAir            | 1. Kair |
| Enter Air           | Czartery: 1. Gdańsk 2. Katowice 3. Poznań 4. Warszawa-Okęcie 5. Wrocław 6. Zielona Góra 7. Szczecin-Goleniów                                                      |
| Eurowings           | Sezonowo: 1. Düsseldorf 2. Norymberga 3. Salzburg |
| Lufthansa           | Sezonowo: 1. Monachium |
| Luxair              | 1. Luksemburg |
| Neos                | 1. Mediolan-Bergamo 2. Bolonia 3. Mediolan-Malpensa 4. Rzym-Fiumicino 5. Werona                                                                                   |
| SmartLynx           | Sezonowe czartery: 1. Lipsk |
| Smartwings          | 1. Praga Sezonowo: 1. Brno 2. Ostrawa Sezonowe czartery: 1. Bratysława 2. Budapeszt 3. Wilno 4. Warszawa-Okęcie                                                   |
| TUI Airways         | 1. Londyn-Gatwick |
| TUI fly Belgium     | 1. Bruksela |
| TUI fly Deutschland | Sezonowo: 1. Düsseldorf 2. Frankfurt 3. Monachium |
| TUI fly Netherlands | 1. Amsterdam |
| Wizz Air            | Sezonowo: 1. Mediolan-Malpensa |